# Carlinhos Maracanã
Carlinhos Maracanã (Maracaná, Pará; 8 de septiembre de 1957-Benevides, 16 de octubre de 2023) fue un futbolista brasileño que jugó en la posición de centrocampista.

## Carrera
Nacido en la ciudad de Maracanã, Pará, apodo asociado a su nombre por su hogar. Fue campeón de Pará en tres ocasiones con Paysandú yjugo para el São Paulo FC en 1982 y 1983. Finalizó su carrera en 1987, siendo campeón de Amazonas con Rio Negro y jugando algunos partidos para Independente.

## Equipos
| Periodo   | Club            |
| --------- | --------------- |
| 1976-1981 | Paysandu SC     |
| 1982-1983 | São Paulo FC    |
| 1983      | CA Taquaritinga |
| 1984      | Coritiba FBC    |
| 1984      | Criciúma EC     |
| 1985      | CA Taquaritinga |
| 1985      | EC São Bernardo |
| 1987      | Rio Negro-AM    |
| 1987      | Independente-PA |

## Logros
- Campeonato Paraense (3): 1976, 1980, 1981
- Campeonato Amazonense (1): 1987

## Muerte
Carlinhos murió el 16 de octubre de 2023 a los 66 años en la ciudad de Benevides a causa del cáncer de páncreas.